# Zeca (grecki piłkarz)
Zeca, właśc. José Carlos Gonçalves Rodrigues (gr. Ζοζέ Κάρλος Γκονσάλβες Ροντρίγκες „Ζέκα”; ur. 31 sierpnia 1988 w Lizbonie) – grecki piłkarz portugalskiego pochodzenia grający na pozycji środkowego pomocnika w Panathinaikos AO.

## Kariera piłkarska
Swoją karierę piłkarską Zeca rozpoczął w 1998 roku w klubie Casa Pia AC. W 2008 roku zadebiutował w jego pierwszej drużynie w rozgrywkach czwartej ligi portugalskiej. W 2010 roku przeszedł do pierwszoligowej Vitórii Setúbal. 14 sierpnia 2010 zadebiutował w niej w wygranym 1:0 wyjazdowym meczu z CS Marítimo. W Vitórii grał przez rok.
W 2011 roku Zeca przeszedł do Panathinaikosu za kwotę 500 tysięcy euro. W greckiej Superleague zadebiutował 28 sierpnia 2011 w zwycięskim 2:0 wyjazdowym spotkaniu z AO Kerkira. W sezonach 2011/2012 i 2014/2015 zostawał z Panathinaikosem wicemistrzem Grecji. 26 kwietnia 2014 wystąpił w wygranym 4:1 finale Pucharu Grecji z PAOK FC.
W sierpniu 2017 roku Zeca został sprzedany do FC København. Z nowym klubem podpisał 4-letni kontrakt. W Superligaen zadebiutował 10 września 2017 w wygranym 4:3 domowym meczu z FC Midtjylland. W debiucie zdobył gola. W 2018 został kapitanem FC København. Wraz z zakończeniem sezonu 2022/2023 Zeca odszedł z Kopenhagi, a co za tym idzie, przestał pełnić funkcję kapitana drużyny. Latem 2023 powrócił do Panathinaikosu.
| Sezon   | Klub             | Kraj       | Rozgrywki          | Mecze | Gole |
| ------- | ---------------- | ---------- | ------------------ | ----- | ---- |
| 2008/09 | Casa Pia AC      | Portugalia | IV liga            | 16    | 2    |
| 2009/10 | Casa Pia AC      | Portugalia | IV liga            | 31    | 2    |
| 2010/11 | Vitória Setúbal  | Portugalia | Primeira Liga      | 26    | 0    |
| 2011/12 | Panathinaikos AO | Grecja     | Superleague Ellada | 27    | 2    |
| 2012/13 | Panathinaikos AO | Grecja     | Superleague Ellada | 29    | 2    |
| 2013/14 | Panathinaikos AO | Grecja     | Superleague Ellada | 27    | 0    |
| 2014/15 | Panathinaikos AO | Grecja     | Superleague Ellada | 29    | 2    |
| 2015/16 | Panathinaikos AO | Grecja     | Superleague Ellada | 26    | 0    |
| 2016/17 | Panathinaikos AO | Grecja     | Superleague Ellada | 23    | 0    |
| 2017/18 | Panathinaikos AO | Grecja     | Superleague Ellada | 2     | 0    |
| 2017/18 | FC København     | Dania      | Superligaen        | 27    | 2    |
| 2018/19 | FC København     | Dania      | Superligaen        | 32    | 1    |
| 2019/20 | FC København     | Dania      | Superligaen        | 35    | 2    |
| 2020/21 | FC København     | Dania      | Superligaen        | 28    | 2    |
| 2021/22 | FC København     | Dania      | Superligaen        | 11    | 1    |
| 2022/23 | FC København     | Dania      | Superligaen        | 7     | 0    |

Stan na: 11 lipca 2023

## Kariera reprezentacyjna
W 2017 roku Zeca otrzymał greckie obywatelstwo. W reprezentacji Grecji zadebiutował 25 marca 2017 w zremisowanym 1:1 meczu eliminacji do MŚ 2018 z Belgią, rozegranym w Brukseli. W 84. minucie tego meczu zmienił Petrosa Mandalosa.

## Sukcesy

### Panathinaikos AO
- Puchar Grecji: 2014

### FC København
- Mistrzostwo Danii: 2018/2019, 2021/2022, 2022/2023